# Paso de Calais (departamento)
Paso de Calais (62; en francés: Pas-de-Calais) es un departamento de Francia, identificado con el número 62 y situado en la región de Alta Francia. Su gentilicio es pasocalesiano, -ana.

## Etimología
Paso de Calais recibe su nombre del estrecho de Calais, que separa el canal de la Mancha del mar del Norte. Asimismo, «paso» se refiere al lugar por el que tienen que pasar quienes quieran desplazarse a Gran Bretaña por cualquier medio terrestre.

## Historia
El departamento de Paso de Calais fue creado el 4 de marzo de 1790, en aplicación a la ley del 22 de diciembre de 1789 que establecía los primeros 83 departamentos franceses. Está formado por varias antiguas regiones: el Boulonnais, el Calaisis, el Artois y una parte de la del Ponthieu.
En la aldea de Azincourt se libró, en 1415, la célebre batalla de Azincourt entre el ejército inglés de Enrique V y las fuerzas francesas. William Shakespeare escribió su famoso drama Henry V sobre la batalla. Este combate tuvo crucial importancia en el prolongado conflicto conocido como guerra de los Cien Años.

## Demografía
| 1801      | 1831      | 1841      | 1851      | 1856      | 1861      | 1866      |
| --------- | --------- | --------- | --------- | --------- | --------- | --------- |
| 534 416   | 655 215   | 685 21    | 692 994   | 712 846   | 724 338   | 749 777   |
| 1872      | 1876      | 1881      | 1886      | 1891      | 1896      | 1901      |
| 761 158   | 793 140   | 819 022   | 853 526   | 874 364   | 906 249   | 955 391   |
| 1906      | 1911      | 1921      | 1926      | 1931      | 1936      | 1946      |
| 1 012 466 | 1 068 155 | 989 967   | 1 171 912 | 1 205 191 | 1 179 467 | 1 168 545 |
| 1954      | 1962      | 1968      | 1975      | 1982      | 1990      | 1999      |
| 1 276 833 | 1 366 282 | 1 397 159 | 1 402 295 | 1 412 413 | 1 433 203 | 1 441 568 |

Notas a la tabla:
- El 1 de enero de 1971 el municipio de Ytres (442 habitantes en 1968) pasó de Somme a Paso de Calais.
- El 1 de enero de 1974 el municipio de Beauvoir-Rivière (180 habitantes en 1968) pasó de Somme a Paso de Calais, fusionándose con Wavans-sur-l’Authie para formar Beauvoir-Wavans.
- El 31 de marzo de 1976 el municipio de Grand-Fort-Philippe (Norte) se anexionó un barrio del de Oye-Plage. El territorio perdido por Paso de Calais tenía 740 habitantes en 1975.

Las principales ciudades del departamento son (datos del censo de 1999):
- Calais: 77 333 habitantes, 104 852 en la aglomeración.
- Boulogne-sur-Mer: 44 859 habitantes, 92 704 en la aglomeración.
- Arras: 40 590 habitantes, 83 322 en la aglomeración.
- Lens: 36 206 habitantes, 518 739 en la aglomeración Douai-Lens, que desborda los límites del departamento.
- Liévin: 33 427 habitantes, forma parte de la aglomeración de Douai-Lens.
- Béthune: 27 808 habitantes, 259 186 en la aglomeración, que desborda los límites del departamento.

## Geografía
Paso de Calais es uno de los departamentos que conforman la región de Alta Francia. Está limitado, al este, por el departamento de Nord; al sur, por el de Somme; al norte, por el mar del Norte y al oeste, por el canal de la Mancha.